# Il Mulino
La Società editrice Il Mulino (la société d'édition « Il Mulino ») est une maison d'édition italienne, la plus connue dans le domaine des essais et des manuels. 

## Historique
Ayant son siège social à Bologne (Strada Maggiore, 37), Il Mulino a été fondée en juin 1954 par le groupe qui éditait la revue éponyme (dont le premier numéro est sorti le 25 avril 1951). De 1965 à 2008, son directeur éditorial a été Giovanni Evangelisti .

## Auteurs édités
Parmi ses auteurs, on trouve notamment :
- Hans Kelsen
- Karl Mannheim
- Paul Ricœur
- René Wellek
- Sabino Acquaviva
- Francesco Compagna
- Giorgio Galli
- Nicola Matteucci
- Paolo Rossi
- Giovanni Sartori
- Antonio Santucci
- Altiero Spinelli
- Maurizio Bettini